# Sönnerängssjön
Sönnerängssjön är en sjö i Falkenbergs kommun i Halland och ingår i Ätrans huvudavrinningsområde. Sjön har en area på 0,0302 kvadratkilometer och ligger 63,2 meter över havet.

## Delavrinningsområde
Sönnerängssjön ingår i det delavrinningsområde (633778-131375) som SMHI kallar för Utloppet av Sönnerängssjön. Medelhöjden är 90 meter över havet och ytan är 0,87 kvadratkilometer. Det finns inga avrinningsområden uppströms utan avrinningsområdet är högsta punkten. Vattendraget som avvattnar avrinningsområdet har biflödesordning 3, vilket innebär att vattnet flödar genom totalt 3 vattendrag innan det når havet efter 44 kilometer. Avrinningsområdet består mestadels av skog (82 %) och jordbruk (11 %). Avrinningsområdet har 0,03 kvadratkilometer vattenytor vilket ger det en sjöprocent på 3,7 %. Bebyggelsen i området täcker en yta av 0,01 kvadratkilometer eller 1 % av avrinningsområdet.